# 게르마니아 인페리오르

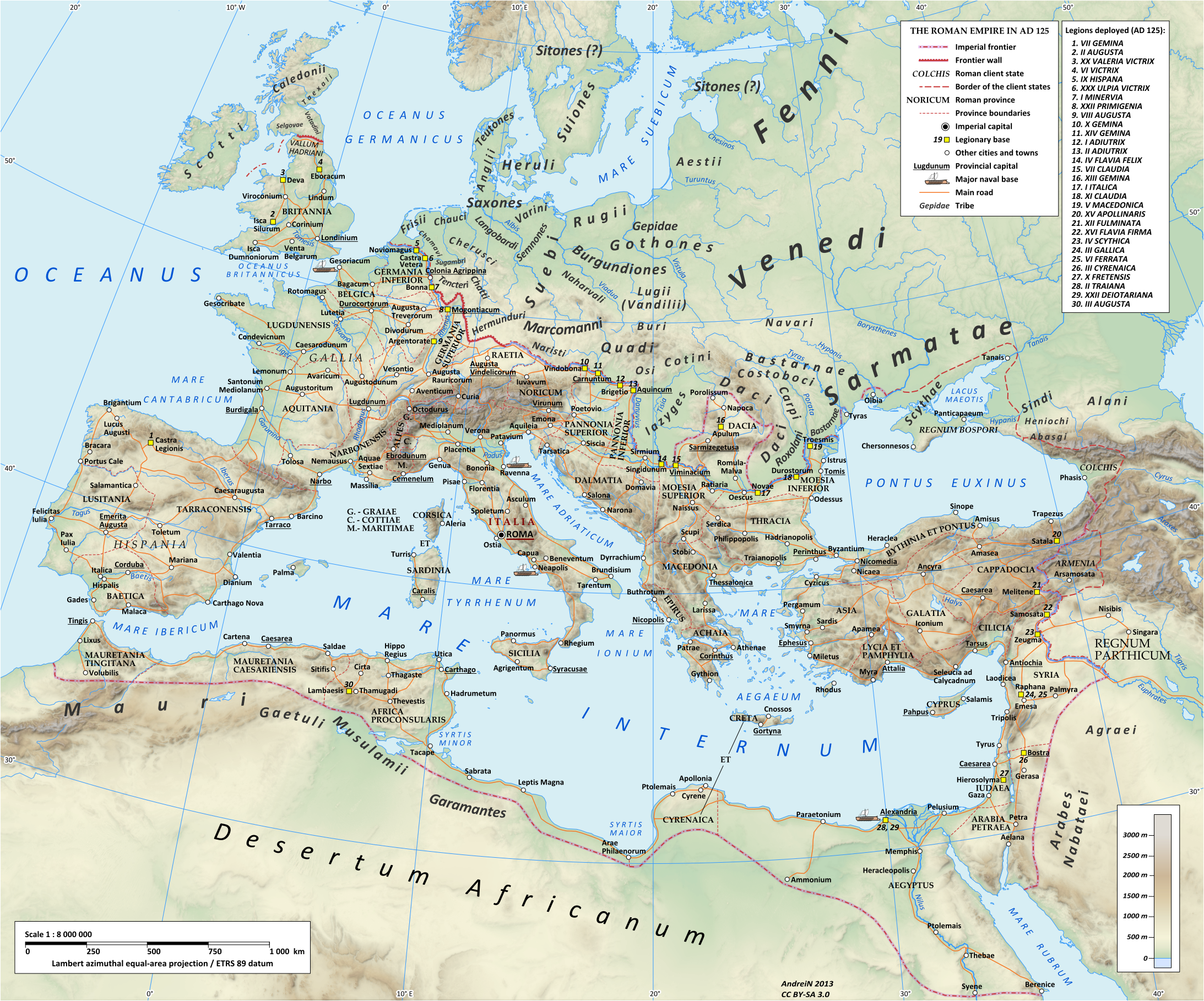
하드리아누스 시기 (재위 117-138년)의 로마 제국으로, 라인강 하류에 게르마니아 인페리오르 황제 속주 (독일 북서쪽/네덜란드 남쪽, 벨기에 동쪽)와 125년에 그곳에 배치된 세 개 군단을 나타낸다. Note that 지도에서 보이는 해안선은 오늘날의 해안선이며, 로마 시대 북해 해안 지역과는 다른 것으로 알려져 있는 걸 참고.

게르마니아 인페리오르 (Germania Inferior, "하 게르마니아")는 서기 85년부터 4세기에 게르마니아 세쿤다(Germania Secunda)로 명칭을 바꿀 때까지 존재한 로마 속주이다. 라인강 서쪽 기슭에 위치했고 북해를 접하고 있는, 이 속주의 중심 도시는 콜로니아 아그리피넨시스 (오늘날 쾰른)이었다.

## 지리
클라우디오스 프톨레마이오스의 지리학 (2.9)에 의하면, 게르마이아 인페리오르는 라인강의 하구에서부터 아레강이나 모젤강 중에 하나로 여겨지는 강인 오브린가(Obringa)강의 하구까지라고 한다. 영역에는 오늘날의 룩셈부르크, 네덜란드 남부, 벨기에 일부, 라인강의 서쪽인 독일의 노르트라인베스트팔렌 일부를 포함한다.
속주의 주요 거점들에는 카스트라 베테라 (Castra Vetera)와 콜로니아 울피아 트라이아나 (Colonia Ulpia Traiana, 둘 다 크산텐 인근), 코리오발룸 (Coriovallum, 헤이를런), 알바니아나 (알펀안덴레인), 루그두눔 바타보룸 (카트베이크), 포룸 하드리아니 (보르뷔르흐), 울피아 노비오마구스 바타보룸 (Ulpia Noviomagus Batavorum, 네이메헌), 트라이엑툼 (위트레흐트), 아투아투카 툰그로룸 (Atuatuca Tungrorum, 통에런), 보나 (Bona, 본), 게르마니아 인페리오르의 중심지인 콜로니아 아그리피넨시스 (쾰른)가 있다.

## 역사
명각들에서 EX.GER.INF. (Exercitus Germaniae Inferioris)라고 보통 나타내지는 게르마니아 인페리오르 주둔군은 시기에 따라 여러 군단들이 있었으며, 이 중에 미네르비아 제1군단과 울피아 빅트릭스 제30군단은 거의 영구 군단이었다. 라인강과 북해 해안가를 순찰하는 임무를 맡았던 로마 해군의 클라시스 게르마니카 (게르마니아 함대)는 카스트라 베트라, 더 이후에는 콜로니아 아그리피넨시스에 기지를 두었다.

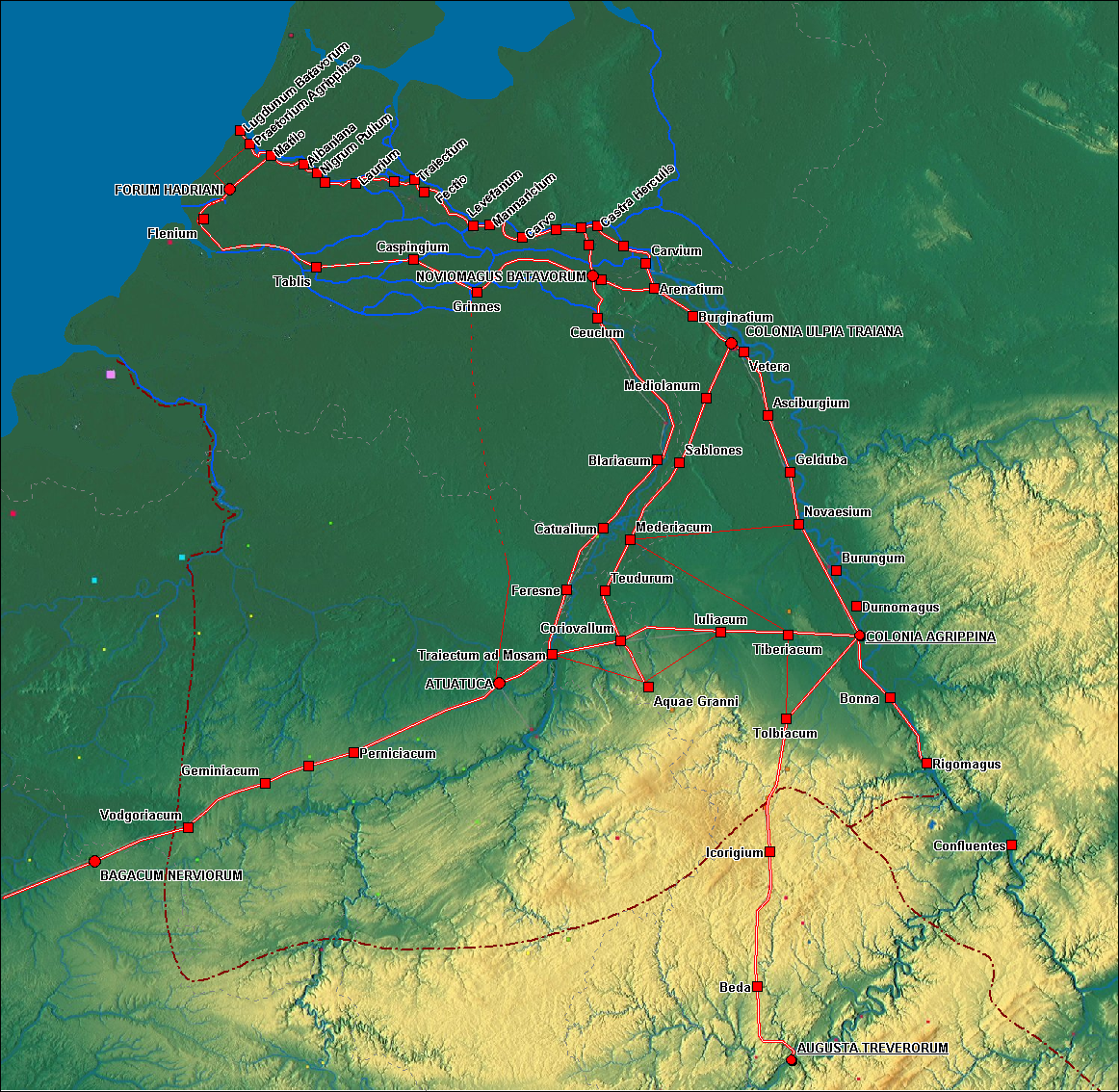
주요 도로와 도시/요새들이 표시된, 게르마니아 인페리오르의 경계

로마군과 게르마니아 인페리오르의 지역 사람들 간의 첫 접촉은 율리우스 카이사르의 갈리아 전쟁 기간 발생했다. 카이사르는 기원전 57년에 이 지역을 침입했고 그 다음 3년간 에부로네스족과 메나피족 등의 몇몇 부족들을 전멸시켜냈으며, 이들을 카이사르는 "게르만족"이라 불렀지만, 아마 켈트족이었거나 최소한 켈트계 게르만족이었을 것이다. 게르만족의 영향력 (주로 툰그리족을 통해)이 로마 시대 동안 커졌고, 이 지역에 모든 켈트인들에 대한 동화로 이끌었다.
게르마니아 인페리오르는 기원전 50년 이래로 로마 정작지가 있었고 처음에는 갈리아 벨기카의 일부였다. 아우구스투스 재위부터 이 지역은 로마가 차지했었지만, 서기 85년이 되어서야 콜로니아 클라우디아 아라 아그리피넨시움 (오늘날 쾰른)을 중심지로 하는 로마 속주로서 공식 설치되었다. 이후에 황제 속주가 되었다. 게르마니아 수페리오르의 북쪽에 위치했으며, 이 두 속주는 다 함께 소 게르마니아를 구성했다. 형용사 인페리오르는 속주가 하류 위치에 있었음을 나타낸다.
5세기 초 노티티아 디그니타툼에 확인되었듯이, 게르마니아 인페리오르는 4세기에 게르마니아 세쿤다 (두 번째 게르마니아)로 개칭되었다. 콘술라리스의 행정 관리를 받았고 갈리아 대관구의 일부를 구성했다. 로마의 통제력이 상실할 때까지, 5세기에 로마인들과 리푸아리아 프랑크인들이 거주했던, 철저하게 보호되는 속주였다. 주도로서 기능은 콜로니아 클라우디아 아라 아그리피넨시움에서 유지되었고, 서로마 제국 멸망 때까지 지속되었던 교회 지역을 책임진 기독교 주교구가 되기도 하였다.
속주가 최종적으로 버려진 뒤로는, 프랑크 왕국의 중심지가 되었다.

## 같이 보기
- 게르마니쿠스
- 브리타니아
- 게르마니아